# Slaget ved Hattin
Slaget ved Hattin (arabisk: معركة حطين) fandt sted den 4. juli 1187 mellem korsfarerstaterne i Levanten og styrkerne under ayyubidernes sultan Saladin (Salah ad-Din). Det er også kendt som Slaget ved Hattins Horn på grund af formen på den nærliggende uddøde vulkan Kurûn Hattin.
De muslimske hære under Saladin tilfangetog eller dræbte langt størstedelen af korsfarerenes styrker og umuliggjorde dermed deres evne til at føre krig. Som et direkte resultat af slaget blev muslimerne atter den fremtrædende militære magt i Det hellige land og generobrede Jerusalem og mange af de andre af korsfarerenes byer. Disse kristne nederlag førte til Det tredje korstog, som begyndte to år efter Slaget ved Hattin.

## Placering
Slaget fandt sted nær Tiberias i det nuværende Israel. Slagmarken, nær byen Hittin, havde som sin vigtigste geografiske udformning en dobbelt bakke ("Hattins Horn") ved siden af et pas gennem de nordlige bjerge mellem Tiberias og vejen til Akko mod øst. Darb al-Hawarnah-vejen, bygget af romerne, fungerede som den vigtigste øst-vestlige passage mellem Jordan vadestederne, Genesaret sø og Middelhavskysten.

## Baggrund
Guy af Lusignan blev konge af Jerusalem i 1186, i sin hustru Sibyllas ret, efter Sibyllas søn Balduin 5.'s død. Kongeriget Jerusalem var på dette tidspunkt opdelt mellem "hoffraktionen", bestående af Guy, Sibylla og de relativt nyankomne i kongeriget som Renaud de Châtillon, Gerard de Ridefort og Tempelridderne; og "adelsfraktionen", ledet af Raymond 3. af Tripoli, som havde været regent for barnekongen Balduin 5. og havde modsat sig Guys tronbestigelse. Raymond 3. af Tripoli havde støttet kravet på tronen tilhørende Sibyllas halvsøster Isabella og Isabellas mand Humfried 4. af Toron, og han ledte rivaliserende fraktion mod hoffraktionen. Åben krigsførelse blev kun forhindret, efter at Humfried af Toron havde svoret troskab til Guy og dermed afsluttet arvstriden. Den muslimske krønikeskriver Ali ibn al-Athir hævdede, at Raymond var i en "tilstand af åbent oprør" mod Guy.
I baggrunden af disse stridigheder var Saladin blevet vesir af Egypten i 1169 og havde indtaget Damaskus i 1174 og Aleppo i 1183. Han kontrollerede hele korsfarerstaternes sydlige og østlige flanke. Han forenede sine undersåtter under sunni-islam og overbeviste dem om, at han ville føre hellig krig for at drive de kristne frankere ud af Jerusalem. Saladin indgik ofte strategiske våbenhviler med frankerne, når der var behov for at håndtere politiske problemer i den muslimske verden, og en sådan våbenhvile blev indgået i 1185. Rygter spredtes blandt frankerne, at Raymond 3. af Tripoli havde indgået en aftale med Saladin, hvorved Saladin ville gøre ham til konge af Jerusalem i gengæld for fred. Dette rygte blev gentaget af Ibn al Athir, men det er uklart, om det var sandt. Raymond 3. var bestemt modstræbende til at gå i krig mod Saladin. 
I 1187 angreb Renaud de Châtillon en muslimsk karavane, mens våbenhvilen med Saladin stadig var i kraft. Saladin svor, at han ville dræbe Renaud for at have overtrådt våbenhvilen og sendte sin søn Al-Afdal ibn Salah ad-Din og emiren Gökböri til at plyndre frankiske lande omkring Akko. Gerard de Ridefort og tempelridderne mødte Gökböri i Slaget ved Cresson i maj, hvor de led et stort nederlag. Tempelridderrne mistede omkring 150 riddere og 300 fodsoldater, der havde udgjort en stor del af Jerusalems militær. Jonathan Phillips mener, at "skaden på frankernes moral og omfanget af tabene ikke bør undervurderes som medvirkende til nederlaget ved Hattin".
I juli påbegyndte Saladin belejringen af Tiberias, hvor Raymond 3.'s hustru Eschiva blev indesluttet. På trods af dette argumenterede Raymond for, at Guy ikke skulle møde Saladin i kamp, og at Saladin ikke kunne holde Tiberias, fordi hans tropper ikke ville kunne være væk fra deres familier så længe. Johannitterne rådede også Guy til ikke at provokere Saladin. Gerard de Ridefort rådede Guy til at gå imod Saladin, og Guy tog hans råd. Norman Housley antyder, at dette skyldtes, at "begge mænds sind var blevet så forgiftet af den politiske konflikt i årene 1180-87, at de kun kunne se Raymonds råd som udtænkt til at bringe dem personlig undergang", og også fordi han havde brugt Henrik 2. af Englands donationer til at tilkalde hæren og var uvillig til at opløse den uden kamp. Dette var et sats fra Guys side, da han kun efterlod få riddere til at forsvare byen Jerusalem.

## Belejringen af Tiberias
I slutningen af maj samlede Saladin den største hær, han nogensinde havde befalet på Golanhøjderne, omkring 40.000 mænd inklusive et regulært kavaleri på ca. 12.000. Han inspicerede sine styrker ved Tell-Ashtara, inden han krydsede floden Jordan den 30. juni. Saladin havde også uventet opnået en alliance med det druserne med base i Sarahmul ledet af Jamal ad-Din Hajji, hvis far Karama var en gammel allieret med Nur ad-Din Zangi, Saladins onkel. Byen Sarahmul var blevet hærget af korsfarerne ved forskellige lejligheder og ifølge Jamal ad-Din Hajji havde korsfarerne endda fået assasinere til at dræbe hans tre ældre brødre. Saladins hær var organiseret med en midte og to flanker: Gökböri befalede venstre flanke, Saladin selv befalede midten og hans nevø, Al-Muzaffar Umar (Taki ad-Din), højre flanke.
Den modstående korsfarerhær samlede sig ved Sepphoris. Den bestod af omkring 18.000-20.000 mænd, herunder 1.200 riddere fra Jerusalem og Tripoli og 50 fra Antiochia. Selvom hæren var mindre end Saladins, var den stadig større end dem, som korsfarerne normalt mønstrede. Den sædvanlige udskrivning for dem, der skyldte feudal tjeneste, blev ved denne lejlighed i lyset af den voldsomme trussel udvidet til at omfatte et kald til våben for alle raske mænd i kongeriget.
Efter en forsoning mødtes Raymond og Guy i Akko med hovedparten af den korsfarerhæren. Ifølge nogle europæiske kilder var der udover ridderne et større antal let kavaleri og måske 10.000 fodsoldater suppleret med armbrøstskytter fra den italienske handelsflåde og et stort antal lejesoldater (inklusive turkopoler), der var blevet hyret med penge doneret til kongeriget af Henrik 2., konge af England. Hærens fane var et relikvie i form af Det sande kors, båret af biskoppen af Akko, som blev sendt på vegne af den skrantende patriark Heraklius .
Saladin besluttede at lokke Guy til at flytte sin felthær væk fra deres sikre befæstede lejr, der lå ved kilderne ved Sepphoris (en vigtig lokal vandkilde). Han havde regnet sig frem til, at korsfarerne lettere kunne besejres i en feltslag end ved at belejre deres befæstninger. Den 2. juli ledte Saladin personligt et angreb på Raymonds fæstning i Tiberias, mens den muslimske hovedhær forblev ved Kafr Sabt. Garnisonen i Tiberias forsøgte at bestikke Saladin til at forlade borgen uforstyrret, men han nægtede, og udtalte senere, at "da folket indså, at de stod over for en modstander, der ikke kunne narres og ikke ville stilles tilfreds med en tribut, blev de bange for at krig kunne indeslutte dem, og de bad om pardon... men tjeneren gav sværdets herredømme over dem. "  Inden for en dag blev et af fæstningens tårne undermineret, og det kollapsede. Saladins tropper stormede hullet og dræbte modstanderens styrker og tog fanger. Raymonds hustru Eschiva holdt stand med de overlevende frankiske tropper i citadellet.
Da de muslimske tropper begyndte at grave en anden mine til at angribe citadellet den 3. juli, modtog Saladin nyheden om, at Guy var i gang med at flytte den frankiske hær mod øst. Korsfarerne var bidt på krogen. Guys beslutning om at forlade Sepphoris var resultatet af et korsfarerkrigsråd, der blev afholdt natten til 2. juli. Optegnelser fra dette møde er partiske på grund af de personlige fejder blandt frankerne, men det ser ud til, at Raymond hævdede, at en march fra Akko til Tiberias var præcis, hvad Saladin ønskede, mens Sepphoris var en stærk position for korsfarerne at forsvare. Raymond hævdede også, at Guy ikke burde bekymre sig om Tiberias, som Raymond holdt personligt, og som han var villig til at opgive for rigets sikkerhed. Som svar på dette argument, og på trods af deres forsoning (intern hof politik forblev stærk), blev Raymond beskyldt for fejhed af Gerard og Renaud. Dette fik Guy til at beslutte et øjeblikkeligt modangreb mod Saladin i Tiberias.

## Slagets gang
Den 3. juli drog den frankiske hær af sted mod Tiberias, konstant forstyrret af muslimske bueskytter. De passerede kilderne ved Turan, som var helt utilstrækkelige til at give hæren vand. Ved middagstid besluttede Raymond af Tripoli, at hæren ikke kunne nå Tiberias inden mørkets frembrud, og han og Guy blev enige om at ændre marchens rute og svinge til venstre i retning af Kafr Hattins kilder, kun 9,7 km væk. Derfra kunne de marchere ned til Tiberias den følgende dag. Muslimerne positionerede sig mellem den frankiske hær og vandet, således at frankerne blev tvunget til at slå lejr natten over på det tørre plateau nær landsbyen Meskenah. Muslimerne omringede lejren så tæt, at "en kat ikke kunne have undsluppet". Ifølge Ibn al Athir var frankerne "fortvivlede, plaget af tørst", mens Saladins mænd jublede i forventning om deres sejr.
I løbet af natten demoraliserede muslimerne korsfarerne yderligere ved at bede, synge, slå trommer, vise symboler og synge. De satte ild til det tørre græs, hvilket gjorde korsfarernes struber endnu tørrere. Korsfarerne var nu tørstige, demoraliserede og udmattede. Den muslimske hær havde derimod en karavane af kameler, der bragte gedeskind med vand op fra Genesaret sø.
Om morgenen den 4. juli blev korsfarerne gjort blinde af røg fra de brande, der var blev antændt af Saladins styrker. Frankerne kom under beskydning fra muslimske bueskytter fra divisionen under ledelse af Gökböri, der var blevet forsynet med 400 ladninger af pile, der var blevet bragt op i løbet af natten. Gerard og Renaud rådede Guy til at danne slaglinjer og angribe, hvilket blev anført af Guys bror Amalrik. Raymond førte den første division sammen med Raymond af Antiokia, søn af Bohemund 3. af Antiokia, mens Balian og Joscelin 3. af Edessa dannede bagtroppen. 
Tørstige og demoraliserede brød korsfarerne op og skiftede retning mod Hattins kilder, men deres svækkede formationer blev angrebet af Saladins hær, som blokerede ruten foran og ethvert muligt tilbagetog. Grev Raymond iværksatte to angreb i et forsøg på at bryde igennem til vandforsyningen ved Tiberias-søen. Det anden af disse gjorde det muligt for ham at nå søen og nå til Tyrus.
Efter at Raymond var undsluppet var Guys situation nu endnu mere desperat. Det meste af det kristne infanteri var stort set deserteret ved at flygte en masse til Hattins Horn, hvorfra de ikke kom til at spille nogen yderligere rolle i slaget. Overvældet af tørst og sår blev mange dræbt på stedet uden at have gjort modstand, mens resten blev taget til fange. Deres forfatning var så ilde, at fem af Raymonds riddere gik over til de muslimske ledere for at bede om, at de på barmhjertig vis blev dræbt. Guy forsøgte at slå teltene op igen for at blokere det muslimske kavaleri. De kristne riddere og sergenter var uorganiserede, men kæmpede stadig videre.

Nu var korsfarerene omgivet, og på trods af tre desperate angreb mod Saladins stilling, blev de slået og besejret. En øjenvidnes beretning om dette gives af Saladins 17-årige søn, al-Afdal. Det citeres af den muslimske krønikeskriver Ibn al-Athir:
Da frankernes konge [Guy] stod på bakken med den flok, iværksatte de et formidabelt angreb mod muslimerne, der stod overfor dem, så de drev dem tilbage til min far [Saladin]. Jeg kiggede hen til ham, og han blev grebet af sorg, og hans hud blev bleg. Han greb fat i sit skæg og drog frem og råbte: "Giv løgnen til djævelen!" Muslimerne samledes, vendte tilbage til kampen og besteg bakken. Da jeg så, at frankerne trak sig tilbage, forfulgt af muslimerne, råbte jeg af glæde: "Vi har slået dem!" Men frankerne forblev samlet og angreb igen som første gang og drev muslimerne tilbage til min far. Han handlede som han havde gjort ved første lejlighed, og muslimerne vendte sig mod frankerne og drev dem tilbage til bakken. Jeg råbte igen: "Vi har slået dem!" men min far vendte sig om mod mig og sagde: "Vær stille! Vi har ikke slået dem, før det telt [Guys] er faldet." Mens han talte til mig, faldt teltet. Sultanen steg af hesten, bøjede sig i taknemmelighed for Gud den Almægtige og græd af glæde.

## Korsfarernes overgivelse
Tilfangetagne stormænd fra Kongeriget Jerusalem efter slaget omfattede Guy, hans bror Amalrik , Renaud de Chatillon, Vilhelm 5. af Montferrat, Gerard de Ridefort, Humfried 4. af Toron, biskop Hugo af Jabala, Plebanus af Botron og mange andre.
Guy af Lusignan og Renaud af Chatillon blev ført til Saladins telt. Saladin tilbød Guy en drink, hvilket i den muslimske kultur var et tegn på, at fangen ville blive skånet, skønt Guy ikke var klar over dette. Guy gav bægeret til Renaud, men Saladin slog det fra hans hænder og sagde "Jeg bad ikke denne onde mand om at drikke, og han ville ikke redde sit liv ved at gøre det". Han anklagede derefter Renaud for at have brudt våbenhvilen. Nogle beretninger, som Baha al 'Dins, fortæller, at Saladin derefter med egen hånd henrettede Renaud med et enkelt sværdslag. Andre beretter, at Saladin slog Renaud som et tegn for hans livvagter om at halshugge ham. Guy antog, at han også ville blive halshugget, men Saladin forsikrede ham om, at "konger ikke dræber konger."
Saladin befalede, at de andre tilfangetagede baroner skulle skånes og behandles på human vis. Alle 200 tilfangetagne tempelriddere og johanittere blev henrettet på Saladins ordre, med undtagelse af tempelriddernes stormester. Henrettelserne fandt sted ved halshugning. Sankt Nikasius, en johanitterridder, der senere blev æret som en romersk-katolsk martyr, siges at have været et af ofrene.
Imad ed-Din, Saladins sekretær, skrev:
Saladin beordrede, at de skulle halshugges, da han valgte at have dem døde snarere end i fængsel. Med ham var en hel gruppe af lærde og sufier og et vist antal hengivne mænd og asketikere, som hver bad om lov til at få dræbe en af dem, og trak sit sværd og rullede ærmet tilbage. Saladin, med et glad ansigt, sad på sit podie, de vantro fremviste mørk fortvivlelse.
Tilfangetagne turkopoler (lokalt rekrutterede bueskytter til hest ansat af korsfarerstaterne) blev også henrettet på Saladins ordre. Mens de var formelt var kristne, blev disse hjælpetropper betragtet som frafaldne, der havde forrådt islam.
Resten af de tilfangetagne riddere og soldater blev solgt til slaveri, og en blev efter sigende købt i Damaskus i bytte for nogle sandaler. De mægtigste frankiske baroner fanget blev holdt i Damaskus og behandlet godt.

## Eftervirkning
Det sande kors blev angiveligt vendt på hovedet og sat fast på lanse og sendt til Damaskus. Nogle af Saladins mænd forlod nu hæren og tog frankiske fanger af lavere rang med sig som slaver. Søndag 5. juli rejste Saladin de 10 km til Tiberias, og der overgav grevinde Eschiva fæstningens citaled. Hun fik lov til at rejse til Tripoli med hele sin familie, støtter og ejendele. Raymond af Tripoli døde af lungehindebetændelse senere i 1187 efter at have undsluppet slaget. Guy blev ført til Damaskus som fange, og de andre adelige fanger blev til sidst løskøbt.
Ved at samle en hær på 20.000 mand havde korsfarerstaterne reduceret garnisonerne på deres borge og befæstede bosættelser. Det store nederlag ved Hattin betød, at der var lille reserve til at forsvare sig mod Saladins styrker. Kun omkring 200 riddere undslap slaget. Betydningen af nederlaget demonstreres af det faktum, at efter slaget blev tooghalvtreds byer og befæstninger erobret af Saladins styrker. I midten af september havde Saladin indtaget Akko, Nablus, Jaffa, Toron, Sidon, Beirut og Ascalon . Tyrus blev reddet ved ankomsten af Konrad af Montferrat, hvilket resulterede i, at Saladins belejring af Tyrus blev afvist med store tab. Jerusalem blev forsvaret af dronning Sibylla, den latinske patriark Heraklius af Jerusalem og Balian af Ibelin, der efterfølgende forhandlede sig frem til Jerusalems overgivelse til Saladin den 2. oktober (se belejring af Jerusalem).
Ifølge krønikeskriveren Ernoul fik nyheden om nederlaget, som blev bragt til Rom af Joscius, ærkebiskop af Tyrus, Pave Urban 3. til at dø af chok. Urbans efterfølger, Pave Gregor 8, udstedte bullen Audita tremendi og opfordrede til et nyt korstog inden for få dage efter hans valg. I England og Frankrig blev Saladin-tiendet vedtaget for at skaffe midler til det nye korstog. Det efterfølgende tredje korstog kom først i gang i 1189, men var en meget vellykket militæroperation, hvorigennem mange kristne besiddelser blev genoprettet. Ikke desto mindre forblev den kristne kontrol over territorier i det hellige land sårbar i årtier indtil Slaget ved La Forbie i 1244, 57 år efter slaget ved Hattin, som markerede det ægte sammenbrud af korsfarernes militære magt i Det hellige land.

## I populærkulturen
- Kingdom of Heaven viser i et kort blik slaget sammen med den tilfangetagne Guy af Lusignan og Saladins henrettelsen Renaud de Châtillon
- Slaget spiller en fremtrædende roolle i den historiske børneroman Knight Crusader af Ronald Welch